# Lekkoatletyka na Letnich Igrzyskach Olimpijskich 1984 – rzut dyskiem kobiet
Rzut dyskiem kobiet podczas XXIII Letnich Igrzysk Olimpijskich w Los Angeles rozegrano 5 (kwalifikacje) i 6 sierpnia 1984 (finał) na stadionie Los Angeles Memorial Coliseum. Zwyciężczynią została reprezentantka Holandii Ria Stalman.

## Rekordy

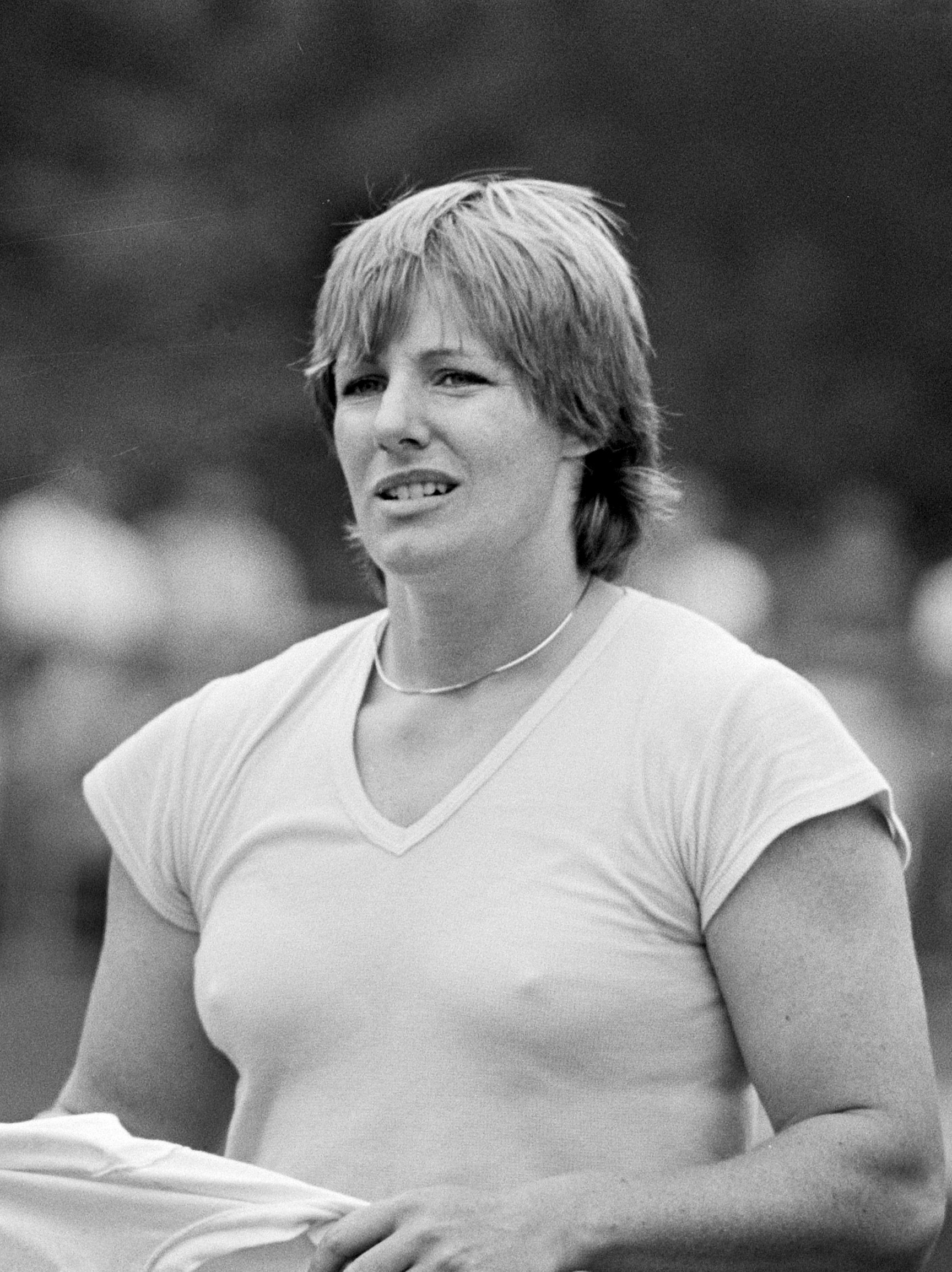
Ria Stalman

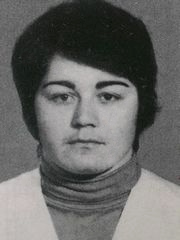
Florența Crăciunescu

|                   | Zawodniczka      | Narodowość | Wynik | Data                 | Miejsce   |
| ----------------- | ---------------- | ---------- | ----- | -------------------- | --------- |
| Rekord świata     | Galina Sawinkowa | ZSRR       | 73,26 | 22 maja 1983(dts)    | Leselidze |
| Rekord olimpijski | Evelin Jahl      | NRD        | 69,96 | 1 sierpnia 1980(dts) | Moskwa    |

## Wyniki
| Poz. - pozycja |
| – rekord świata \| – rekord krajowy \| – rekord życiowy \| = – wyrównany rekord życiowy \| · – najlepszy wynik w sezonie \| = – wyrównany najlepszy wynik w sezonie \| – rekord olimpijski |
| Fn – falstart \| DNF – nie ukończyła \| DNS – nie wystartowała \| DSQ – zdyskwalifikowana                                                                                                  |

### Kwalifikacje
Do finału awansowały zawodniczki, które osiągnęły minimum 55,00 m (Q), względnie 12 najlepszych (gdyby mniej niż 12 zawodniczek osiągnęło minimum, q). Zawodniczki startowały w dwóch grupach (A i B).
| Poz. | Grupa | Zawodniczka          | Reprezentacja     | Próby | Próby | Próby | Wynik | Uwagi |
| Poz. | Grupa | Zawodniczka          | Reprezentacja     | 1     | 2     | 3     | Wynik | Uwagi |
| ---- | ----- | -------------------- | ----------------- | ----- | ----- | ----- | ----- | ----- |
| 1.   | A     | Ria Stalman          | Holandia          | 58,82 | –     | –     | 58,82 | Q     |
| 2.   | A     | Florența Crăciunescu | Rumunia           | x     | 57,84 | –     | 57,84 | Q     |
| 3.   | A     | Ulla Lundholm        | Finlandia         | 56,44 | –     | –     | 56,44 | Q     |
| 4.   | A     | Leslie Deniz         | Stany Zjednoczone | 56,24 | –     | –     | 56,24 | Q     |
| 5.   | B     | Ingra Manecke        | RFN               | 56,20 | –     | –     | 56,20 | Q     |
| 6.   | B     | Meg Ritchie          | Wielka Brytania   | 50,20 | 56,00 | –     | 56,00 | Q     |
| 7.   | A     | Gael Martin          | Australia         | 55,38 | –     | –     | 55,38 | Q     |
| 8.   | A     | Venissa Head         | Wielka Brytania   | 48,92 | 55,24 | –     | 55,24 | Q     |
| 9.   | A     | Jiao Yunxiang        | Chiny             | 54,70 | 53,42 | 53,38 | 54,70 | q     |
| 10.  | B     | Pat Walsh            | Irlandia          | 52,54 | x     | 54,42 | 54,42 | q     |
| 11.  | B     | Laura De Snoo        | Stany Zjednoczone | 53,14 | 53,76 | 51,40 | 53,76 | q     |
| 12.  | B     | Lorna Griffin        | Stany Zjednoczone | 53,16 | x     | 53,34 | 53,34 | q     |
| 13.  | B     | Carmen Ionesco       | Kanada            | x     | 52,28 | x     | 52,28 |       |
| 14.  | A     | Mariette Van Heerden | Zimbabwe          | 45,74 | 50,54 | 50,52 | 50,54 |       |
| 15.  | A     | Marlene Lewis        | Jamajka           | 46,26 | 49,00 | x     | 49,00 |       |
| 16.  | B     | Agathe Ngo Nack      | Kamerun           | x     | 38,32 | x     | 38,32 |       |
| 17.  | B     | Christine Béchard    | Mauritius         | x     | 37,94 | 37,54 | 37,94 |       |

### Finał
| Poz. | Zawodniczka          | Reprezentacja     | Próby | Próby | Próby | Próby | Próby | Próby | Wynik |
| Poz. | Zawodniczka          | Reprezentacja     | 1     | 2     | 3     | 4     | 5     | 6     | Wynik |
| ---- | -------------------- | ----------------- | ----- | ----- | ----- | ----- | ----- | ----- | ----- |
| 01 ! | Ria Stalman          | Holandia          | 64,50 | 61,16 | 63,70 | 64,28 | 63,64 | 65,36 | 65,36 |
| 02 ! | Leslie Deniz         | Stany Zjednoczone | 62,46 | x     | 63,36 | 62,60 | 64,86 | x     | 64,86 |
| 03 ! | Florența Crăciunescu | Rumunia           | 60,68 | 61,42 | 62,96 | 62,08 | 63,64 | x     | 63,64 |
| 4.   | Ulla Lundholm        | Finlandia         | 62,84 | x     | 54,92 | 55,94 | 59,72 | 54,04 | 62,84 |
| 5.   | Meg Ritchie          | Wielka Brytania   | x     | 55,36 | 57,66 | 61,76 | 62,58 | 60,40 | 62,58 |
| 6.   | Ingra Manecke        | RFN               | 51,68 | 58,22 | x     | 53,20 | x     | 58,56 | 58,56 |
| 7.   | Venissa Head         | Wielka Brytania   | x     | 55,58 | 58,18 | x     | 55,84 | 55,88 | 58,18 |
| 8.   | Gael Martin          | Australia         | 55,88 | 55,38 | 54,34 | 54,94 | 55,70 | 53,08 | 55,88 |
| 9.   | Pat Walsh            | Irlandia          | 55,38 | 51,70 | 55,32 | NQ    | NQ    | NQ    | 55,38 |
| 10.  | Laura De Snoo        | Stany Zjednoczone | 53,74 | 54,84 | 53,88 | NQ    | NQ    | NQ    | 54,84 |
| 11.  | Jiao Yunxiang        | Chiny             | x     | 53,32 | x     | NQ    | NQ    | NQ    | 53,32 |
| 12.  | Lorna Griffin        | Stany Zjednoczone | 50,16 | 56,20 | x     | NQ    | NQ    | NQ    | 50,16 |